# Teplota mokrého teploměru

Psychrometr zobrazující porovnání teploty suchého a mokrého teploměru

Teplota mokrého teploměru tm (také teplota vlhkého teploměru tV, vlhká teplota, anglicky wet-bulb temperature tWB) je teplota, kterou ukazuje mokrý teploměr (někdy označován jako vlhký teploměr), což je teploměr, jehož teploměrná nádobka (čidlo) je obalena tkaninou (tzv. „punčoškou“) napuštěnou destilovanou vodou. Teplota mokrého teploměru závisí na teplotě a vlhkosti vzduchu. Při relativní vlhkosti menší než 100% se mokré předměty ochlazují odpařováním vody, proto jejich teplota je nižší, než teplota vzduchu. Čím je sušší vzduch, tím silnější je odpařování a ochlazování a tím nižší je tm. Hodnota tm leží mezi teplotou vzduchu a teplotou rosného bodu. Rozdíl mezi t a tm je tím větší, čím vyšší je teplota a čím nižší je relativní vlhkost. Vztah mezi těmito veličinami se dá najít v psychrometrických tabulkách.
Teplota mokrého teploměru je nejnižší teplota, které je možné za daných podmínek dosáhnout pouhým odpařováním vody. Tato teplota je relevantní v souvislosti se současnými změnami klimatických podmínek. Lidské tělo totiž používá odpařování vody (pocení) jako primární způsob ochlazování v teplém prostředí. Pokud teplota mokrého teploměru dosáhne 32 °C (90 °F), což odpovídá pocitové teplotě přibližně 55 °C (130 °F), lidský organismus se nedokáže pouhým pocením dostatečně ochlazovat a dochází k jeho přehřátí – v extrémních případech může teplota organismu vzrůst až na 42 °C. Limitní teplota mokrého teploměru, kterou je lidské tělo schopné krátkodobě snést, je 35 °C (95 °F), což přibližně odpovídá pocitové teplotě 70 °C (160 °F).
Nárůst vlhké teploty na některých místech světa je jedním z důsledků současné globální změny klimatu. Významný nárůst byl zaznamenán například v řídce obydlených oblastech Indie, Středního východu a Austrálie. Předpokládá se, že v budoucnu by se nejhůře postiženými mohly stát pobřežní oblasti, přičemž některá místa se stanou zcela neobyvatelnými.

## Příklady

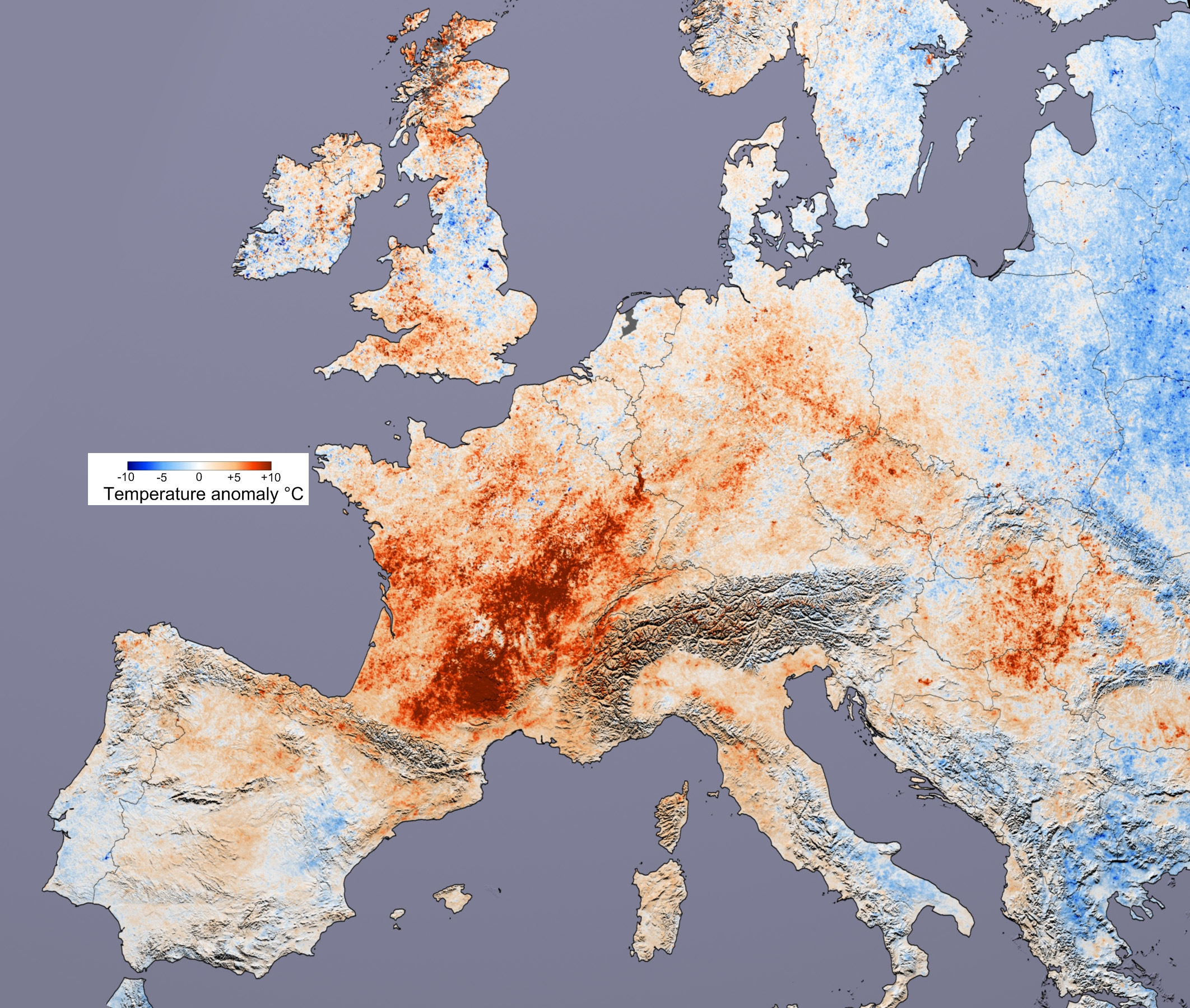
Vlna veder v Evropě 2003 (mapa ukazuje rozdíly v teplotě v červenci 2003 oproti červenci 2001)

V červenci 1995 byla v Chicagu vlna veder, při které zemřelo 739 osob (zejména chudí senioři, kteří si nemohli dovolit klimatizaci). Denní teplota se vyšplhala až k 41 stupňům Celsia. V hodnotách mokrého teploměru šlo v maximu o 29 stupňů Celsia.
Při vlně veder v Evropě v roce 2003 a v Rusku v roce 2010 zemřely tisíce lidí při vlhké teplotě, která dosáhla 27 stupňů Celsia. V létě 2003 překročily teploty na mnoha místech Evropy 40 stupňů Celsia. Národní teplotní rekordy padaly například v Německu, Švýcarsku, Francii a Španělsku. Ve Francii, Itálii, Nizozemsku, Portugalsku, Spojeném království a Španělsku připsali odborníci rekordním vedrům 21 tisíc úmrtí. Španělsko, Portugalsko, Francii a země střední a východní Evropy sužovaly ničivé lesní požáry.
V srpnu 2010 byla rekordní vlna veder v Rusku. Až čtyřicetistupňová vedra a požáry na ploše statisíců hektarů sužovaly Rusko déle než dva týdny. Zahynulo přes padesát lidí. Hospodářské škody byly obrovské, vláda proto rozhodla zastavit vývoz obilí. Zničena byla údajně čtvrtina celkové úrody v zemi. Stát předběžně vyčíslil škody, způsobené požáry, na více než 420 miliard rublů (přes 200 miliard korun).
Zpráva poradního panelu OSN pro vědu o klimatu napsaná v roce 2021 vykreslila ponurý a smrtící obraz oteplující se planety. Pokud se svět ohřeje o 1,5 stupně Celsia, tedy o 0,4 stupně nad hodnoty v roce 2021, bude silným vlnám veder nejméně jednou za pět let vystaveno 14 % populace. Navýšením o půl stupně by extrémními vedry trpělo dalších 1,7 miliardy lidí. Nejhůře zasažená mají být velkoměsta v rozvojových zemích, která sama o sobě generují vlastní teplo (efekt městského tepelného ostrova), od Karáčí po Kongo, od Manily po Bombaj, od Lagosu po Manaus. Podle výzkumníků z London School of Hygiene & Tropical Medicine lze globální oteplování vinit asi za 37 % úmrtí souvisejících s teplým počasím, tedy něco přes sto tisíc.

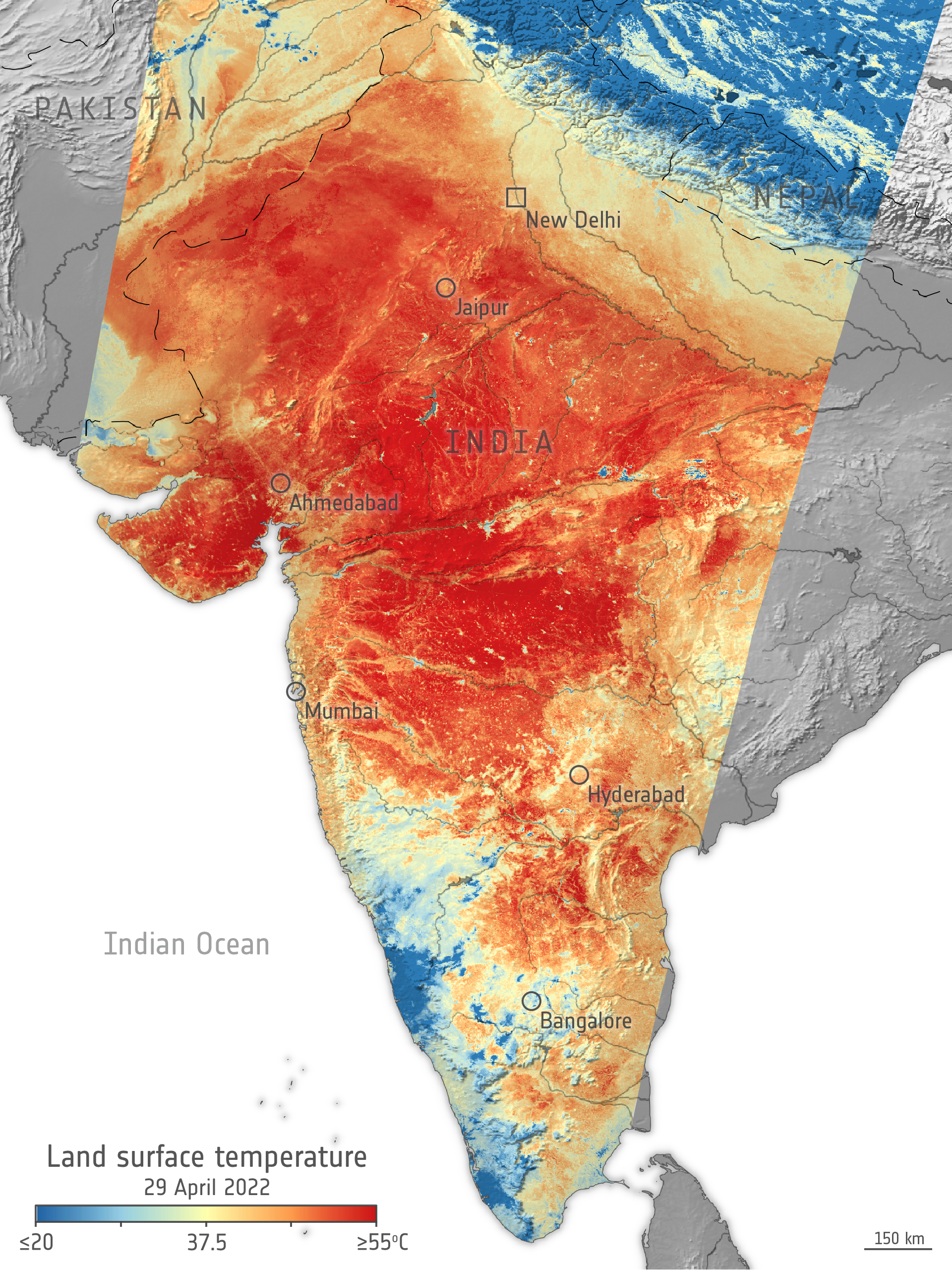
Vlna veder v Indii 2022 (mapa ukazuje povrchovou teplotu země v srpnu 2022)

Vlna veder v Indii a Pákistánu v létě 2015 zabila dohromady kolem 4000 lidí. Hodnoty mokrého teploměru zde v maximech naměřily 30 stupňů. V létě 2015 se vlna veder přehnala také přes Irák. Teploty podle předpovědi měly překonat 50 stupňů, vláda proto vyhlásila mimořádné čtyřdenní volno. Na začátku srpna 2015 teplota v Bagdádu dosáhla 50 stupňů, ale pocitová byla dokonce ještě o dvacet stupňů vyšší. Teplota mokrého teploměru tak byla 33,5 stupně. Kvůli výpadkům proudu v Iráku často nefungovala vodní stanice a čerpadla. Infrastruktura byla poničena probíhající válkou.
V indickém Dillí na konci června 2022 teplota mokrého teploměru krátkodobě dosáhla 33,7 stupňů. Vlna veder si v Indii vyžádala přes 2200 obětí na životech.
V létě 2024 proběhla Indií nejdelší vlna veder v historii země. Běžné teploměry na měřicích stanicích v indickém hlavním městě ukazovaly 49 stupňů. Došlo k úmrtí stovek lidí.
Skupina vědců z americké Kolumbijské univerzity publikovala v prosinci 2024 studii, ve které ukázali, že v budoucnu vzroste počet úmrtí spojených s horkem především u mladší generace lidí (více pracujících na slunci). Konkrétně popsali, že pokud nebudou sníženy emise skleníkových plynů, do konce 21. století by mohlo dojít k 32% nárůstu úmrtí lidí mladších 35 let kvůli horku. Studie vycházela z dat v Mexiku, kde panují vysoké teploty a zvyšuje se počet úmrtí. Výzkumníci proto pracovali s údaji úmrtnosti v Mexiku a teplotami vlhkého teploměru.